# Égliseneuve-près-Billom

Égliseneuve-près-Billom este o comună în departamentul Puy-de-Dôme, Franța. În 1 ianuarie 2022 avea o populație de 894 de locuitori.